# سانت جيمز بارك
سانت جيمز بارك حديقة تقع علي مساحة 23 هكتارا (57 فدانا) في مدينة وستمنستر، وسط لندن. تقع الحديقة في الطرف الجنوبي من منطقة سانت جيمز، وتشكل مع حدائق كنسينغتون، هايد بارك، وجرين بارك الرئة الخضراء في قلب لندن. وهي أقدم الحدائق الملكية.

## معرض صور

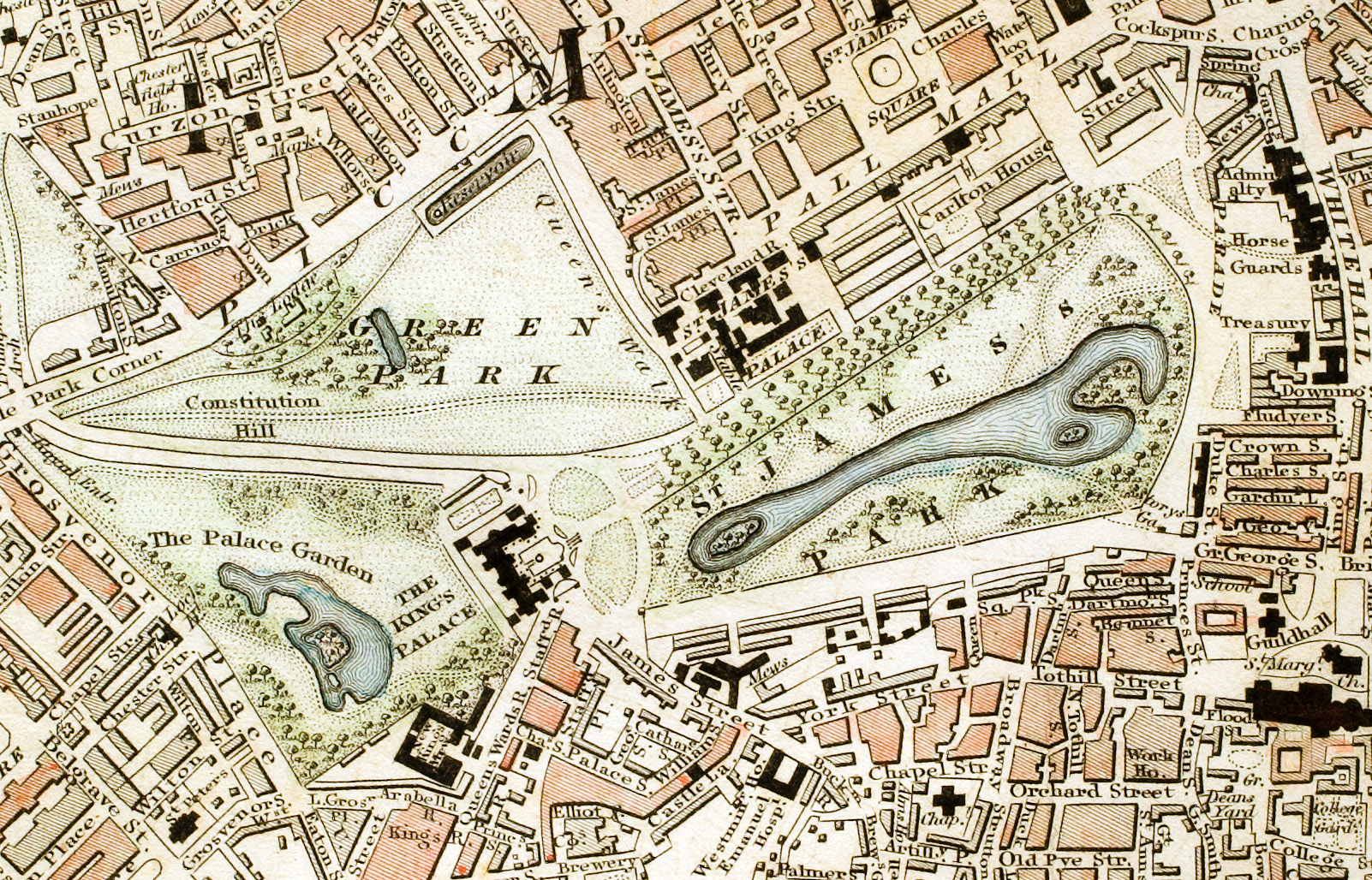
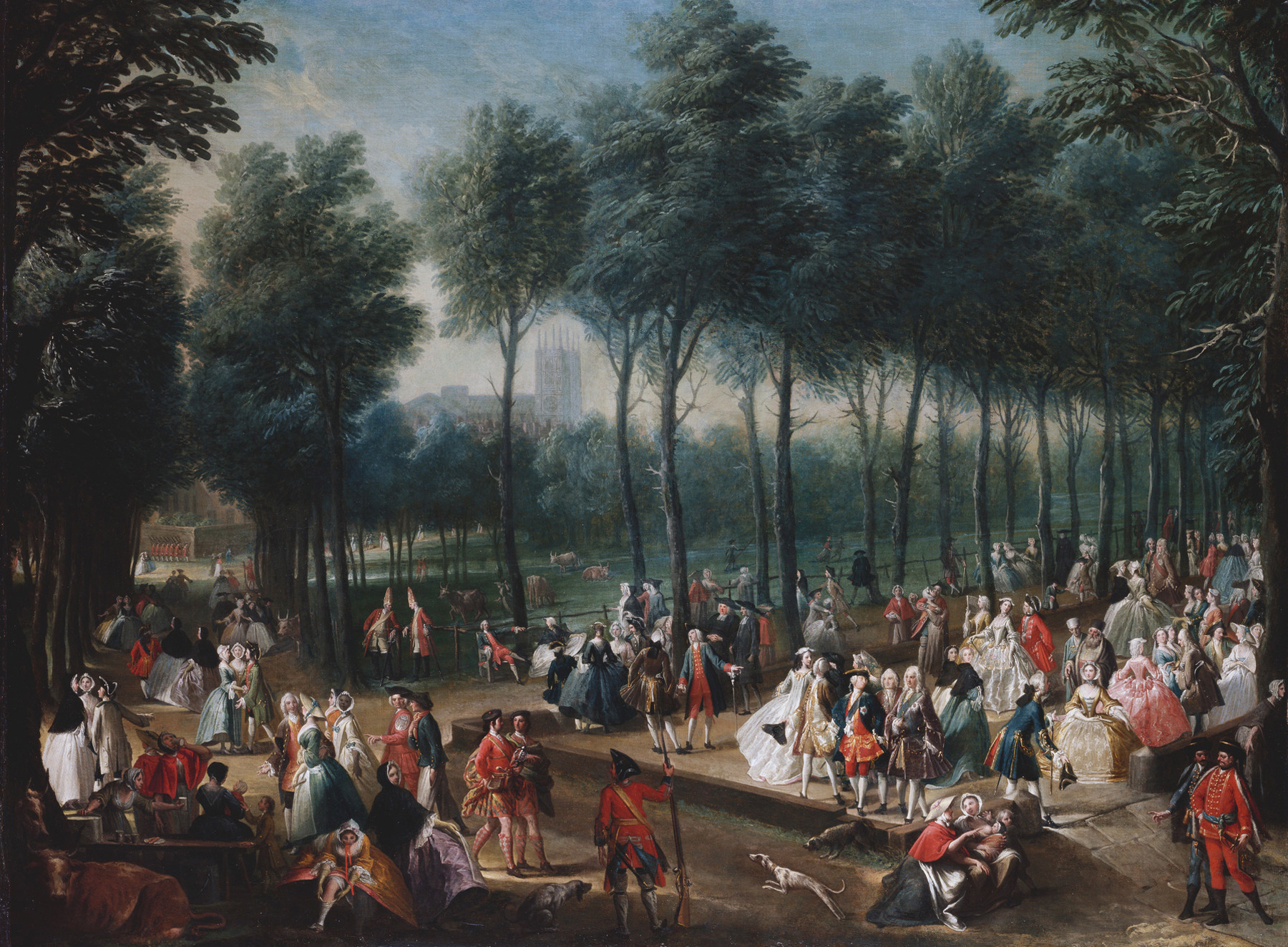
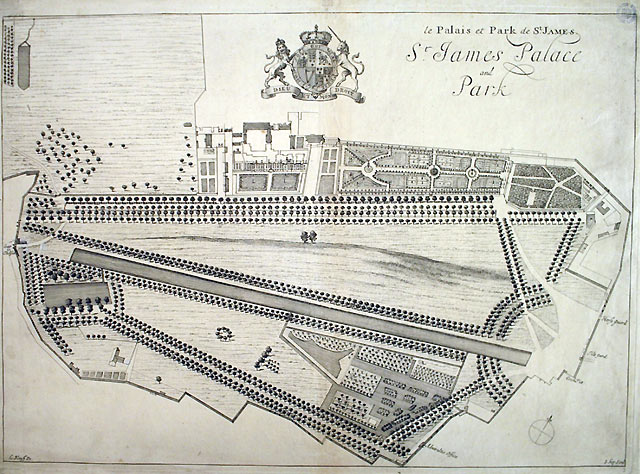
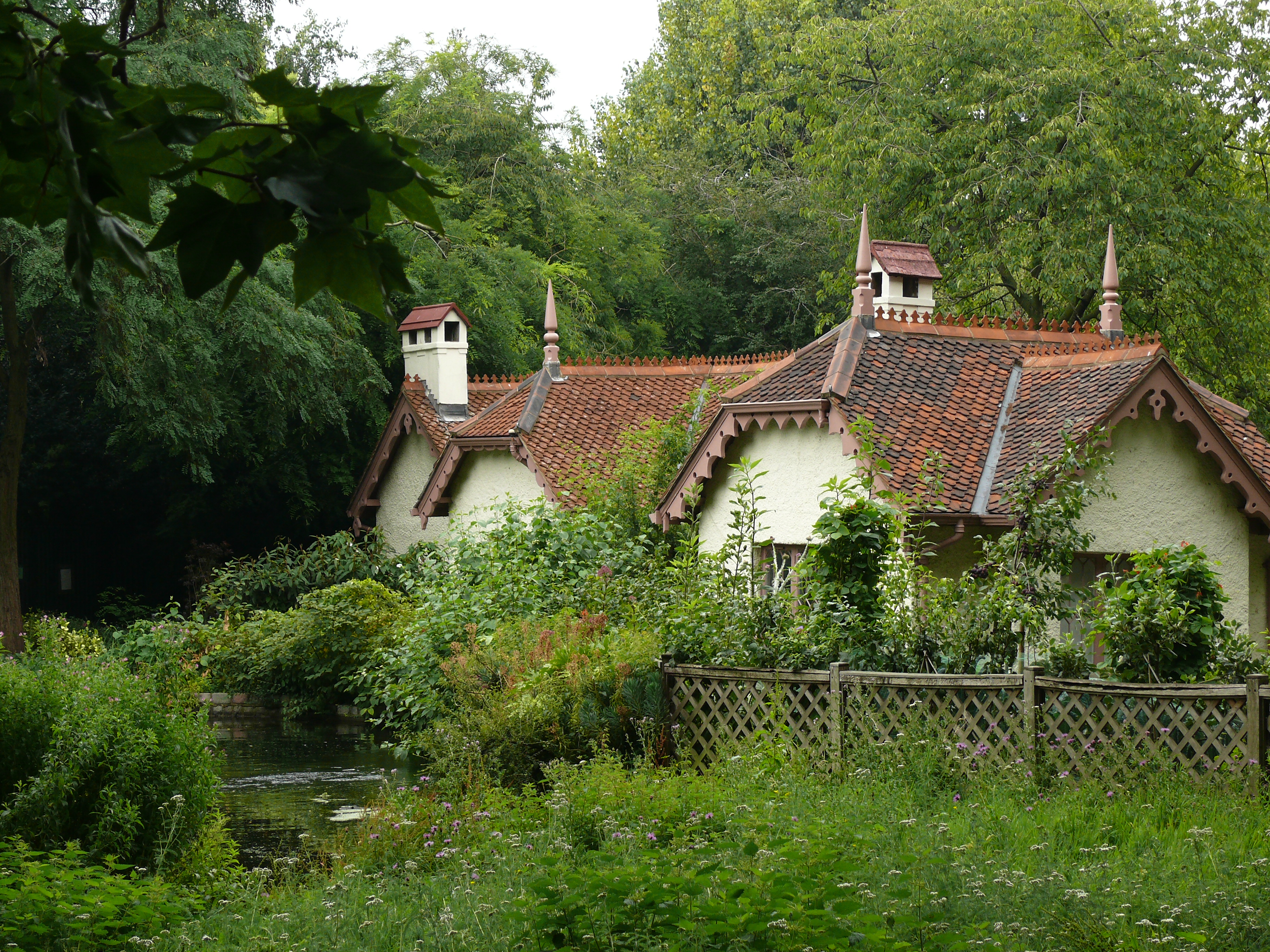
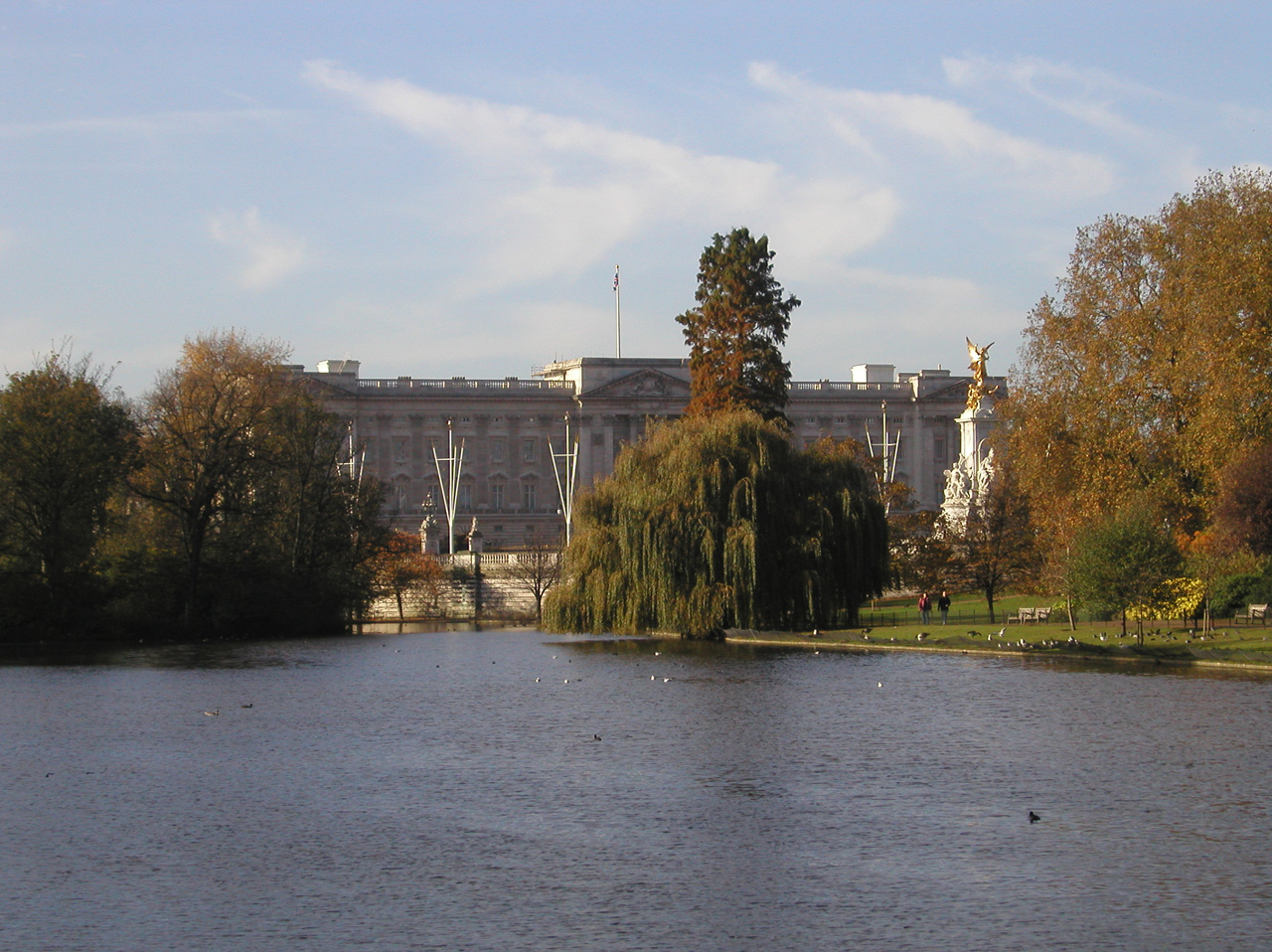

## أعلام
- هاري كورني